# Oxystophyllum
Oxystophyllum – rodzaj roślin z rodziny storczykowatych (Orchidaceae). Obejmuje 36 gatunków występujących w Azji Południowo-Wschodniej i Oceanii, w takich krajach i regionach jak: Borneo, Kambodża, Hajnan, Jawa, Małe Wyspy Sundajskie, Malezja Zachodnia, Moluki, Nowa Gwinea, Filipiny, Mjanma, Wyspy Salomona, Celebes, Sumatra, Tajlandia, Wietnam.

## Systematyka
Rodzaj sklasyfikowany do podplemienia Eriinae w plemieniu Podochileae, podrodzina epidendronowe (Epidendroideae), rodzina storczykowate (Orchidaceae), rząd szparagowce (Asparagales) w obrębie roślin jednoliściennych.
Wykaz gatunków
- Oxystophyllum acianthum (Schltr.) M.A.Clem.
- Oxystophyllum ambotiense (J.J.Sm.) M.A.Clem.
- Oxystophyllum araneum (J.J.Sm.) M.A.Clem.
- Oxystophyllum atropurpureum Blume
- Oxystophyllum atrorubens (Ridl.) M.A.Clem.
- Oxystophyllum bipulvinatum (J.J.Sm.) M.A.Clem.
- Oxystophyllum buruense (J.J.Sm.) M.A.Clem.
- Oxystophyllum carnosum Blume
- Oxystophyllum changjiangense (S.J.Cheng & C.Z.Tang) M.A.Clem.
- Oxystophyllum cultratum (Schltr.) M.A.Clem.
- Oxystophyllum cuneatipetalum (J.J.Sm.) M.A.Clem.
- Oxystophyllum deliense (Schltr.) M.A.Clem.
- Oxystophyllum elmeri (Ames) M.A.Clem.
- Oxystophyllum excavatum Blume
- Oxystophyllum floridanum (Guillaumin) M.A.Clem.
- Oxystophyllum govidjoae (Schltr.) M.A.Clem.
- Oxystophyllum hagerupii (J.J.Sm.) M.A.Clem.
- Oxystophyllum helvolum (J.J.Sm.) M.A.Clem.
- Oxystophyllum hypodon (Schltr.) M.A.Clem.
- Oxystophyllum kaudernii (J.J.Sm.) M.A.Clem.
- Oxystophyllum lepoense (Schltr.) M.A.Clem.
- Oxystophyllum lockhartioides (Schltr.) M.A.Clem.
- Oxystophyllum longipecten (J.J.Sm.) M.A.Clem.
- Oxystophyllum minutigibbum (J.J.Sm.) M.A.Clem.
- Oxystophyllum moluccense (J.J.Sm.) M.A.Clem.
- Oxystophyllum nitidiflorum (J.J.Sm.) M.A.Clem.
- Oxystophyllum oblongum (Ames & C.Schweinf.) M.A.Clem.
- Oxystophyllum oligadenium (Schltr.) M.A.Clem.
- Oxystophyllum paniferum (J.J.Sm.) M.A.Clem.
- Oxystophyllum sinuatum (Lindl.) M.A.Clem.
- Oxystophyllum speculigerum (Schltr.) M.A.Clem.
- Oxystophyllum subsessile (Schltr.) M.A.Clem.
- Oxystophyllum torricellianum (Kraenzl.) M.A.Clem.
- Oxystophyllum tropidoneuron (Schltr.) M.A.Clem.
- Oxystophyllum tumoriferum (J.J.Sm.) M.A.Clem.
- Oxystophyllum validipecten (J.J.Sm.) M.A.Clem.